# پل هیمن
پل هیمن(به انگلیسی: Paul Heyman) (زادهٔ ۱۱ سپتامبر ۱۹۶۵) یک تهیه‌کننده و مجری برنامه‌های تفریحی و آموزش‌دهندهٔ بازاریابی است که هم‌اکنون با دبلیودبلیوئی قرارداد دارد.
او در گذشته، مدیر برنامهٔ کورتیس اکسل، براک لزنر و رایبک و رومن رینز بود. 
علاقمندان دبلیودبلیوئی آنها را با عنوان "هِیمَن گایز (آدم‌های هیمن)" می‌شناسند. او "بهترین دوست، نماینده و استراتژیستِ" سابق سی‌ام پانک نیز بوده‌است. او همچنین پیش از ورود آندرتیکر به دبلیودبلیو ای ، با او متحد بود. او را مهندس رسلینگ نام نهاده اند. او همچین الان منیجر ست رالینز است.